# Robert Salerno
Robert Salerno es un productor de cine estadounidense, uno de sus trabajos más conocidos es 21 gramos junto a Alejandro González Iñárritu. 

## Filmografía
- Belly (1998)
- All the Pretty Horses (2000)
- Daddy and Them (2001)
- Waking Up in Reno (2002)
- 21 gramos (2003)
- Delirious (2006)
- Chapter 27 (2007)
- Winged Creatures (2008)
- A Single Man (2009)
- Twelve (2010)
- Tenemos que hablar de Kevin (2011)
- El fraude (2011)
- Miss Sinclair  (2013)
- Freeheld (2015)
- Animales nocturnos (2016)
- The Seagull (2018)
- Vox Lux (2018)
- The Jesus Rolls (2019)
- Violet y Finch (2020)
- I'm Thinking of Ending Things (2020)
- Smile (2022)